# خبران (بني حشيش)

تعديل مصدري - تعديل

خبران هي إحدى قرى عزلة الشرفة بمديرية بني حشيش التابعة لمحافظة صنعاء، بلغ تعداد سكانها 359 نسمة حسب تعداد اليمن لعام 2004.